# غانا
غانا أو جمهورية غانا هي دولة إفريقية وتقع على طول خليج غينيا والمحيط الأطلسي، في المنطقة دون الإقليمية لغرب أفريقيا. تحدها بوركينا فاسو من الشمال، وتوغو من الشرق، وساحل العاج من الغرب. وهي دولة محورية في غرب أفريقيا. استقلت عن بريطانيا عام 1957 م، لغتها الرسمية هي الإنجليزية وعملتها هي السيدي. كان اسمها السابق ساحل الذهب. اسمها الحالي سمي على اسم الدولة التاريخية المعروفة بإمبراطورية غانا بالرغم من عدم وقوعها ضمن حدود تلك الدولة. وتغطي مساحة تبلغ 238,535 كيلومتر مربع. غانا تعني «المحارب الملك» في لغة سونينك، وهي عضو في الكومينولث.
كانت أراضي غانا الحالية مأهولة منذ ألف عام، ويعود تاريخ أول دولة دائمة فيها إلى القرن الحادي عشر. وظهرت العديد من الممالك والإمبراطوريات على مر القرون، وكانت أقوى الممالك هي مملكة أشانتي. وبدءاً من القرن الخامس عشر، تنازعت العديد من القوى الأوروبية على المنطقة من أجل الحقوق التجارية، وقام البريطانيين في نهاية المطاف بوضع سيطرتهم على الساحل بحلول أواخر القرن التاسع عشر. بعد أكثر من قرن من المقاومة المحلية، وأنشئت حدود غانا الحالية بحلول عام 1900 باعتبارها ساحل الذهب البريطاني. وفي 6 آذار / مارس 1957، أصبحت أول دولة في أفريقيا جنوب الصحراء الكبرى مستقلة عن الاستعمار الأوروبي.
وهي أمة متعددة الثقافات، يبلغ عدد سكان غانا حوالي 34,6 مليون نسمة، في حين أن شعب الآكان هم أكبر مجموعة عرقية، إلا أنهم يشكلون أغلبية. معظم الغانيين مسيحيون ( 71.3 ٪)؛ ونحو الخمس مسلمون؛ وعشرهم يمارسون الديانات التقليدية أو لا يدينون بأي دين. وتتراوح جغرافيتها وبيئتها المتنوعة بين السافانا الساحلية والغابات الاستوائية. وهي عضو في حركة عدم الانحياز، والاتحاد الأفريقي، والمجموعة الاقتصادية لدول غرب إفريقيا، ومجموعة ال24، ودول الكومنولث.

## أصل التسمية
إن أصل كلمة غانا يعني «الملك المحارب» وكان هذا اللقب يمنح لملوك الإمبراطورية الغانية في العصور الوسطى في غرب أفريقيا، ولكن الإمبراطورية كانت تقع في منطقة غينيا إلى الشمال قليلا من دولة غانا الحديثة.

## التاريخ

### الممالك في العصور الوسطى

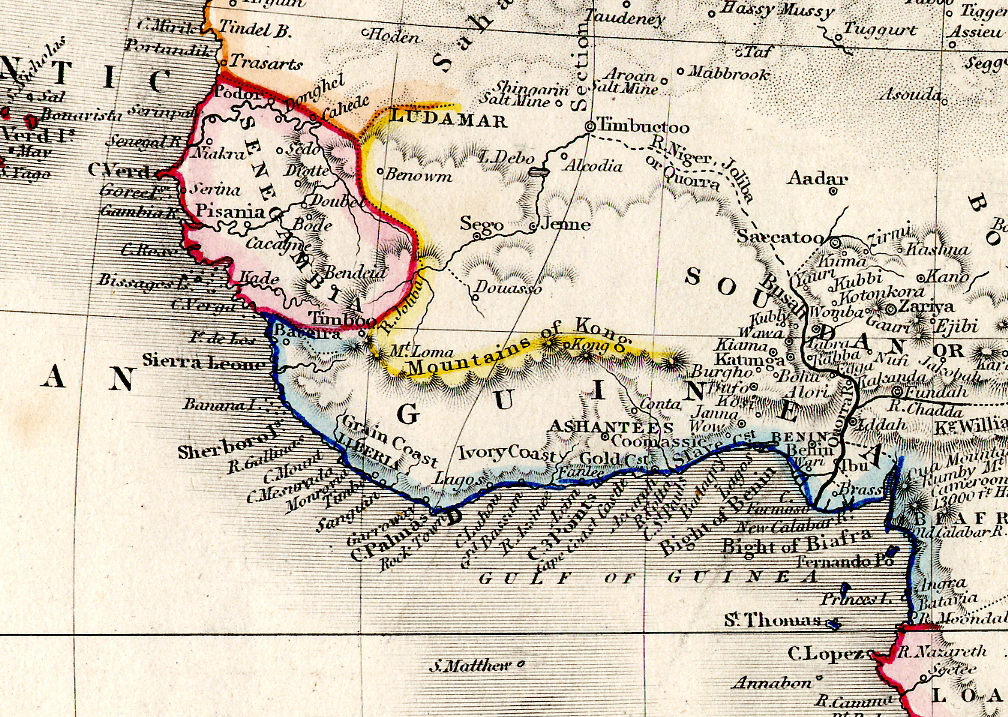
خريطة تعود إلى عام 1850 تظهر مملكة أشانتي الآكانية داخل منطقة غينيا والمناطق المحيطة بها في غرب إفريقيا

عرفت غانا فيما مضي بساحل الذهب، كانت أولى الممالك المسجلة التي نشأت في غانا الحديثة هي دول مولي-داجبون. قبل توحيد داجبون، كانت المجتمعات لامركزية، ويرأسها شعب تينداامبا (المفرد: تيندانا). تم توحيد هذه الدول اللامركزية من قبل الملك جبيوعا، الذي عاش حياة طويلة، وشكل مجتمعًا مستقرًا وسلميًا. امتدت داجبون إلى ما هو أبعد من حدود غانا الحالية. تشمل الممالك التي نشأت من داجبون ممالك موسي في بوركينا فاسو، ومملكة بونا في ساحل العاج. تمتعت المملكة بازدهار كبير، حيث أسست أقدم الأنظمة التعليمية في غانا، واستخدمت نصًا كتابيًا قبل الغزو الأوروبي. توجد في المملكة رئيسات إناث يحكمن رعايا من الذكور، والميراث من جهة الأب ومن جهة الأم. واليا ناا هو ملك داجبون والغوندو ناا هي الملكة. وظلت المملكة غير مستعمرة. في عام 1896، غزت ألمانيا داجبون الشرقية (نايا) وأحرقت عاصمتها، يندي، أثناء معركة أديبو.
وخضعت للاستعمار البريطاني مند (1314 هـ - 1896 م) ونالت استقلالها في سنة (1377 هـ -1957 م)، بعد احتلال دام أكثر من ستين عاماً، وكانت أولى المستعمرات التي استقلت في غرب أفريقيا ويشكل المسلمون 15,9% من سكانها تقريباً كان المغاربة يحكمونها عام 1600 م. في 6 مارس 1957 م حصلت غانا على استقلالها بعد ستة عقود من الاحتلال البريطاني. وقد أعلنت غانا مع استقلالها تغيير اسمها من ساحل الذهب وهو الاسم الذي أطلقه المستعمرون الإنجليز عليها إلى غانا.
جاء استقلال غانا عام 1957 تتويجاً لمسيرة النضال الوطني التي قادها كوامي نكروما أول رئيس لجمهورية غانا المستقلة منذ انتهاء الحرب العالمية الثانية وانتشار موجة التحرر الوطني بين الشعوب المحتلة في آسيا وإفريقيا. بدأت حركة التحرر الوطني في غانا على يد مؤتمر ساحل الذهب الموحد الذي قاده نكروما عام 1947 م بعد عودته من بريطانيا مما أدى إلى اعتقاله. وبعد الإفراج عنه شكل حزب المؤتمر الشعبي لتحقيق الحكم الذاتي لغانا. وفاز الحزب في الانتخابات البلدية التي أجريت عام 1950 م وأصبح نكروما رئيساً لوزراء ساحل الذهب (غانا) عام 1952
تعتبر غانا من الدول الأفريقية التي عانت عبر عقود طويلة من الانقلابات العسكرية التي منعت كافة مظاهر الديمقراطية ومنها حرية تكوين الأحزاب ثم اضطرت الانظمة الحاكمة تحت الضغوط عليها إلى السماح بحرية تكوين الأحزاب. ومن هنا بدأت عملية التحول الديمقراطي في غانا وتم إجراء أول انتخابات عام 1992 وانتخب رولينجرز ذو الخلفية العسكرية ثم وصولا الي انتخابات 2000 وانتخاب أول رئيس مدني بعد عقود من سيطرة العسكريين على الحكم.

### انتخابات 1992
تتسم انتخابات 1992 بأهمية خاصة لانها كانت أول انتخابات تشهدها غانا عقب اقرار الدستور الجديد للبلاد في ذلك العام وعقب بدأ عملية الإصلاح السياسي وقد جري في ذلك العام السماح بانشاء أحزاب سياسية جديدة على أساس تطبيق مبدأ التعددية الحزبية.
شارك في انتخابات عام 1992 ثلاث أحزاب رئيسية في الساحة السياسية في غانا الأول هو حزب المؤتمر الوطني الديمقراطي بزعامة (رولينجرز) بعد ان خلع بدلته العسكرية والثاني الحزب الوطني الجديد بزعامة (ادو بواهن) والثالث حزب مؤتمر الشعب الوطني بزعامة (هيلا ليمان) وكان زعماء هذه الأحزاب بمثابة أبرز المنافسين في الانتخابات الرئاسية.
وانطلقت انتخابات 1992 في ظل التعددية الحزبية التي تعيشها البلاد واشترك اقل من نصف الناخبين واسفرت النتائج عن فوز رولينجرز. واعتبرت الأحزاب الأخرى ان هناك تلاعبا في الانتخابات لذلك قاطعت الانتخابات البرلمانية ولم تحصل على أي مقعد داخل البرلمان

### انتخابات 2000
جاءت انتخابات 2000 وسط العديد من التخوفات من الرئيس رولينجرز خوفا من ان يقوم بالالتفاف حول الدستور ولكن ابدي رولينجرز رغبة واضحة في احترام الدستور خوفا من أي ردود فعل داخلية عنيفة أو خوفا من ردود فعل خارجية لاسيما ان غانا تعتمد على مساعدات دولية وتقوم بتنفيذ برنامج للإصلاح الاقتصادي بالتعاون مع البنك الدولي وصندوق النقد الدولي.
لقد شارك في انتخابات 2000 العديد من الأحزاب:
حزب المؤتمر الوطني الديمقراطي
الحزب الوطني الجديد
حزب مؤتمر الشعب
حزب الإصلاح الوطني
مؤتمر الشعب الوطني
حزب غانا الموحدة
حزب التضامن الشعبي
ان الانتخابات الرئاسية قد جاءت على مرحلتين، وفيما يتعلق بالمرحلة الأولى فقد أجريت بتاريخ 7 ديسمبر 2000، حيث تنافس 7 مرشحين على منصب رئيس البلاد وقد أسفرت نتائج الانتخابات عن حصول جون كوفور «ممثل» الحزب الوطني الجديد «على 48.4% من الأصوات، بينما حصل منافسه مرشح حزب» المؤتمر الوطني الديمقراطي «الحاكم» جون أتاميلز«والذي يشغل منصب رئيس الجمهورية على 44.8% من الأصوات، وهو ما أدى بدوره إلى إجراء الجولة الحاسمة بين المتنافسين الأولين يوم 28 ديسمبر 2000، وذلك بعد استبعاد باقي المرشحين وقد انتهت الجولة الثانية من الانتخابات الرئاسية بفوز زعيم المعارضة» جون كوفور«والذي حصل على 57.42 % من الأصوات، بينما حصل منافسه» جون أتاميلزعلى 42.58 % من الأصوات. وبتاريخ 7 يناير 2001 أدى الرئيس الغاني الجديد «جون كوفور» اليمين الدستورية لتولي مهام الرئاسة.
العوامل المؤثرة علي انتخابات 2000
اولا: كانت هذه الانتخابات ذات طابع مميز حيث هناك انقسام داخل حزب المؤتمر الديمقراطي حول جون ميلز حيث تم اختياره ليكون مرشح عن الحزب من قبل رولينجرز وحده دون مشورة الحزب كما ان جون ميلز ان كان يفتقد للكاريزما التي لدي رولينجرز. وعلي الجانب الآخر كان الحزب الوطني الجديد حزب المعارضة الرئيسي متماسكا متحدا حيث استفاد كوفور كثيرا من خسارته في انتخابات 1996 امام الرئيس رولينجرز.
ثانيا: تداخلت الاعتبارات الاثنية والإقليمية فقد كان هناك اقتناع عام بضروره ان يكون نائب الرئيس مسلما لارضاء الاقلية المسلمة الكبيرة ولقد وعي كافور لذلك وقام باختيار الحاج علي محمد نائب للرئيس.
ثالثا: واجهت غانا خلال النصف الثاني من التسعينات ازمة اقتصادية حادة للغاية وادت هذه الازمة الي شيوع حالة التدهور الاقتصادي الحاد في البلاد مما قلل من شعبية الحزب الحاكم وعلى الرغم من ان غانا تقوم منذ بداية التسعينات بتنفيذ برنامج طموح للإصلاح اللاقتصادي بالتعاون مع صندوق النقد الدولي.
كانت لهذه العوامل كبير الاثر علي نتائج انتخابات 2000 وانتخاب كافور رئيسا لغانا.
ولقد واجه الرئيس كافور العديد من التحديات بعد انتخابه رئيسا وخصوصا تلك المتعلقة بسوء الاحوال الاقتصادية وتتمثل في اتساع نطاق البطالة وانخفاض الاجور والمرتبات وارتفاع تكاليف المعيشة والانخفاض السريع في قيمة العملة المحلية وازدياد الدين العام والاعتماد العالي على المساعدات الأجنبية.

## جغرافيا

### الموقع

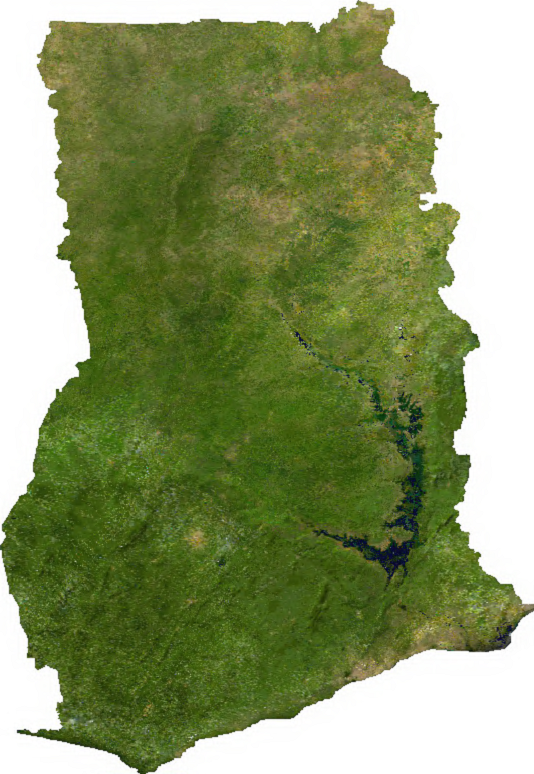
صورة القمر الصناعي

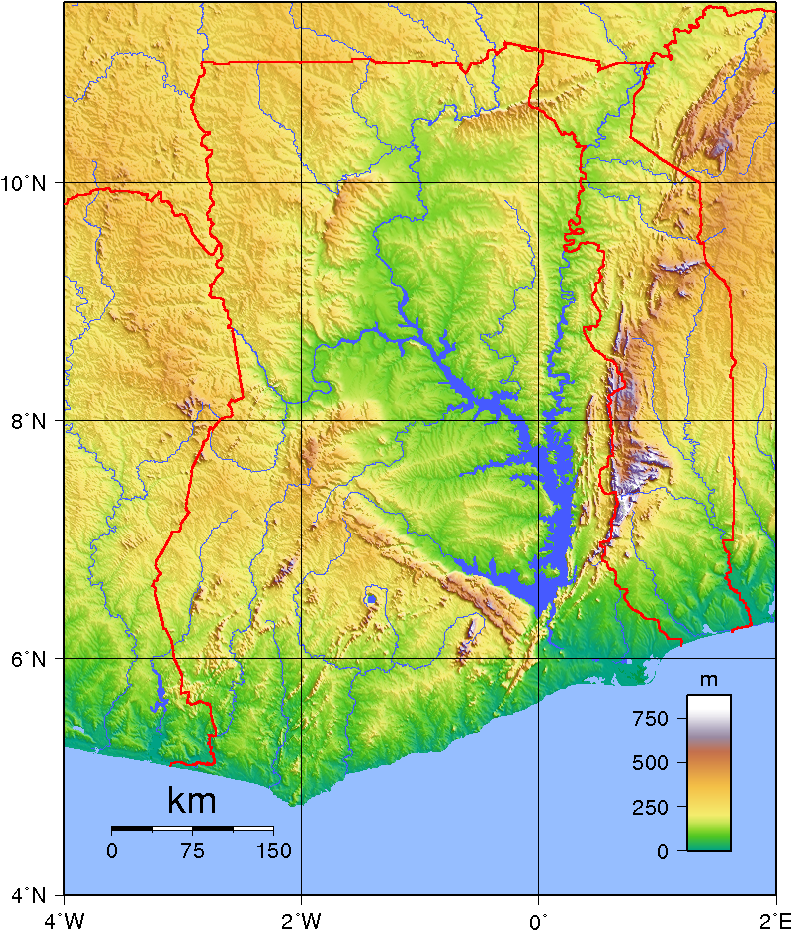
خريطة طبوغرافية

تقع جمهورية غانا بغربي أفريقيا، حيث تطل على خليج غينيا، وتشترك حدودها الشرقية مع توجو، والغربية مع ساحل العاج، والشمالية مع جمهورية بوركينا فاسو، وتبلغ مساحتها (238,537 كم).

### التقسيم الإداري

أقاليم غانا

تنقسم غانا إلى أقاليم. الأقاليم تكون المستوى الإداري الأول لحكومة جمهورية غانا. حالياً يوجد 10 أقاليم في غانا. وتنقسم هذه الأقاليم إلى 216 مقاطعة.
والأقاليم هي:
1. إقليم برونغ أهافو
2. إقليم أكرا الكبرى
3. الإقليم الأوسط
4. الإقليم الشرقي
5. الإقليم الشمالي
6. الإقليم الغربي
7. الإقليم الشرقي الأعلى
8. الإقليم الغربي الأعلى
9. إقليم فولتا
10. إقليم أشانتي

## الأرض
أرض غانا يغلب عليها المظهر السهلي، حيث تنتشر السهول في الجنوب والشمال، أما الوسط فهضبة من الحجر الرملي ترتفع في بعض مناطقها إلى ستمائة متر وترتفع في الشرق، وأبرز أنهارها فولتا الأبيض وفولتا الأسود وأواتي، وأقيم سد فولتا وهو أبرز مشروعات التنمية بغانا وتسود الأشرطة الرملية أمام سواحلها وتحصر بينها بحيرات تنمو بها أشجار المنجروف مما يعرقل الملاحة.

## المناخ
يجمع مناخ غانا بين المناخ الاستوائي والمداري، فالأول يسود الجنوب حيث الأمطار الوفيرة والحرارة المرتفعة، إلا أن النطاق القريب من الساحل قليل الأمطار بسبب موازاة الرياح له، وفي القسم الأوسط والشمالي يسود الطابع المداري ويتأثر المناخ برياح (الهرمتان) الجافة التي تهب في فصل الجفاف على النطاق الشمالي، وتأتيه من الصحراء الكبرى أما الوسط والجنوب فيتاثر بالرياح الموسمية المطيرة التي تتقدم في الصيف نحو الشمال.
| البيانات المناخية لـغانا          | البيانات المناخية لـغانا | البيانات المناخية لـغانا | البيانات المناخية لـغانا | البيانات المناخية لـغانا | البيانات المناخية لـغانا | البيانات المناخية لـغانا | البيانات المناخية لـغانا | البيانات المناخية لـغانا | البيانات المناخية لـغانا | البيانات المناخية لـغانا | البيانات المناخية لـغانا | البيانات المناخية لـغانا | البيانات المناخية لـغانا |
| الشهر                             | يناير                    | فبراير                   | مارس                     | أبريل                    | مايو                     | يونيو                    | يوليو                    | أغسطس                    | سبتمبر                   | أكتوبر                   | نوفمبر                   | ديسمبر                   | المعدل السنوي            |
| --------------------------------- | ------------------------ | ------------------------ | ------------------------ | ------------------------ | ------------------------ | ------------------------ | ------------------------ | ------------------------ | ------------------------ | ------------------------ | ------------------------ | ------------------------ | ------------------------ |
| الدرجة القصوى °م (°ف)             | 31 (88)                  | 32 (90)                  | 32 (90)                  | 32 (90)                  | 32 (90)                  | 29 (84)                  | 27 (81)                  | 27 (81)                  | 29 (84)                  | 30 (86)                  | 31 (88)                  | 31 (88)                  | 32 (90)                  |
| متوسط درجة الحرارة الكبرى °م (°ف) | 27.5 (81.5)              | 27.5 (81.5)              | 28 (82)                  | 28 (82)                  | 27 (81)                  | 26 (79)                  | 25 (77)                  | 24 (75)                  | 26 (79)                  | 26 (79)                  | 27 (81)                  | 27 (81)                  | 28 (82)                  |
| متوسط درجة الحرارة الصغرى °م (°ف) | 23 (73)                  | 23 (73)                  | 24 (75)                  | 24 (75)                  | 23 (73)                  | 23 (73)                  | 22 (72)                  | 21 (70)                  | 22 (72)                  | 22 (72)                  | 23 (73)                  | 23 (73)                  | 21 (70)                  |
| أدنى درجة حرارة °م (°ف)           | 15 (59)                  | 17 (63)                  | 20 (68)                  | 19 (66)                  | 21 (70)                  | 20 (68)                  | 19 (66)                  | 18 (64)                  | 20 (68)                  | 19 (66)                  | 21 (70)                  | 17 (63)                  | 15 (59)                  |
| معدل هطول الأمطار مم (إنش)        | 16 (0.6)                 | 37 (1.5)                 | 73 (2.9)                 | 82 (3.2)                 | 145 (5.7)                | 193 (7.6)                | 49 (1.9)                 | 16 (0.6)                 | 40 (1.6)                 | 80 (3.1)                 | 38 (1.5)                 | 18 (0.7)                 | 787 (30.9)               |
| متوسط الأيام الممطرة              | 2                        | 2                        | 5                        | 7                        | 11                       | 14                       | 7                        | 6                        | 8                        | 9                        | 4                        | 2                        | 77                       |
| متوسط الرطوبة النسبية (%)         | 79                       | 77                       | 77                       | 80                       | 82                       | 85                       | 85                       | 83                       | 82                       | 83                       | 80                       | 79                       | 85                       |
| ساعات سطوع الشمس الشهرية          | 214                      | 204                      | 223                      | 213                      | 211                      | 144                      | 142                      | 155                      | 171                      | 220                      | 240                      | 235                      | 2٬372                    |
| المصدر: Climatemps.com            |                          |                          |                          |                          |                          |                          |                          |                          |                          |                          |                          |                          |                          |

## الاقتصاد
اقتصاد غانا لديه قاعدة الموارد المتنوعة والغنية، بما في ذلك تصنيع وتصدير السلع التكنولوجيا الرقمية، وبناء السيارات وتصدير السفن، وتصدير الموارد المتنوعة والغنية مثل الهيدروكربونات والمعادن الصناعية. مما جعل غانا واحدة من أعلى الناتج المحلي الإجمالي للفرد الواحد في أفريقيا.
جاءت غانا في المركز 99 في مؤشر الابتكار العالمي عام 2023. لكنها تراجعت إلى المركز 101 وفق مؤشر عام 2024.

## السكان
سكان غانا خليط من الجماعات الأفريقية التي تضم الفانتي وأشانتي والموسي (داجومبا) والإيوي والكوماسي والمامبروسي و الارادنه و الاشراف، واليوريا، هذا إلى جانب جماعات من الهوسا والفولاني التي قدمت من الشمال بعد اعتناقها الإسلام وبغانا جماعات عديدة مهاجرة من البلاد المجاورة وهي التي نقلت الإسلام إلى جنوب غانا، وكان أول وصول للإسلام إلى هذه المنطقة في نهاية القرن العاشر الهجري عندما هاجرت إحدى بطون قبائل الماندي من حوض النيجر نحو الجنوب إلى إقليم الغابات الغني بمنتجاته. والإنجليزية لغة البلاد الرسمية، وإلى جانبها تسود اللهجات القبلية المتعددة، وتعلم العربية في مدارس المسلمين لاسيما في الشمال والوسط.

## الدين
حسب إحصاءات العام 1960 فقد كان 41% من السكان من المسيحيين، 38% من أتباع الديانات التقليدية، 12% من المسلمين، ونحو 9% لايتبعون أي دين.
فيما لم يقدم تعداد السكان عام 1970 أية أرقام بشأن التكوين الديني للأمة الغانية.
وحسب cia.gov فان إحصائيات العام 2010 كانت:
71.2% من السكان مسيحيون، 17.6% مسلمون، 5.2% يتبعون ديانات محلية، 0.8% يتبعون ديانات أخرى، 5.2% لايتبعون أي ديانات.
إلا أن نسبة المسلمين كانت موضع تساؤل من البعض الذي ذكر أن نسبتهم قد تقترب من 30% من عدد السكان. أما أسرع الجماعات الدينية نمواً في البلاد فهي المسيحية الخمسينية الكاريزماتيكية.

## النشاط البشري
غانا دولة زراعية فأغلب السكان يعيشون على الزراعة، وأبرز الحاصلات الكاكاو، وظل يتصدر قائمة الصادرات لمدة نصف قرن، ويشمل أكثر من نصف المساحة الزراعية، ويزرع البن ونخيل الزيت والمطاط والأناناس، ومن الحاصلات الغذائية الذرة والأرز والكاسافا واليام، وتمتع غانا بثروة خشبية من أنواع جيدة تشكل عشر صادراتها، وتمارس حرفة الرعي في النطاق الشمالي حيث تسود أعشاب السافانا وتربي الأبقار غير أن ذبابة (تسي تسي) تحد من الثروة الحيوانية، ولغانا شهرة قديمة في إنتاج الذهب، وتشكل الآن عشر صادراتها، ولقد جذب الذهب اهتمام الأوروبين لبضعة قرون، وكانت تسمي بساحل الذهب كما يستخرج الماس والنيكل والبوكسيت كما يصنع الألمنيوم، وأصبحت حرفة التعدين ثاني حرفة للسكان، وبها بعض الصناعات مثل الألمنيوم، والمنسوجات والكيمائيات، ونشطت الصناعة بعد بناء سد فولتا على نهر فولتا، وتوليد الطاقة الكهربائية. وقدرت ثروتها الحيوانية في سنة (1408 هـ -1981م) بحوالي (1,300,000) من الأبقار و (2,300,000) من الأغنام و (3 ملايين) من الماعز.
الاقتصاد وفرص الاستثمار: يعتمد اقتصاد غانا على تصدير المواد الخام كالذهب والكاكاو والأخشاب والصالحة لعمل الأثاثات وأعمال البناء وتعد بريطانيا من أكبر الدول المستثمرة في غانا ويأتي بعدها العديد من الدول الأوروبية والولايات المتحدة الأمريكية وذلك في مجالات البنية الأساسية والطرق والطاقة الكهربائية والألمونيوم وتصنيع الكاكاو.

## أشهر أبناء غانا
- كوامي نكروما
- كوفي أنان
- جونيور أغوغو
- عبيدي بيليه

## تَعْلِيق العلاقات مع "البوليساريو"
قررت جمهورية غانا تعليق علاقاتها الدبلوماسية مع "الجمهورية" الوهمية، جاء الإعلان عن هذا القرار في وثيقة رسمية لوزارة الشؤون الخارجية والاندماج الإقليمي لجمهورية غانا، موجهة إلى وزارة الشؤون الخارجية والتعاون الإفريقي والمغاربة المقيمين بالخارج للمملكة المغربية، وأعربت جمهورية غانا، في الوثيقة الرسمية ذاتها، عن دعمها " للجهود الصادقة التي تبذلها المملكة المغربية من أجل التوصل إلى حل مقبول من جميع الأطراف".